# Arlette Rustichelli-Borel
Pour les articles homonymes, voir Rustichelli et Borel.
Arlette Rustichelli-Borel, née le 21 mai 1941 à Marseille est une basketteuse française.

## Carrière

### Carrière en club
Rustichelli évolue dans divers clubs de la ville de Marseille. Elle fait notamment partie de l'équipe de l'Olympique de Marseille finaliste de la Coupe de France féminine de basket-ball en 1958.

### Carrière internationale
Sa première sélection en Équipe de France date du 13 février 1960 à Paris contre la Belgique. Elle participe au Championnat d'Europe 1962 où la France termine huitième.
La dernière sélection se passe le 28 septembre 1962 à Mulhouse contre l'Équipe de Hongrie.